# Abbé Fétel (pera)
Abbé Fétel es el nombre de una variedad cultivar de pera europea Pyrus communis. Criada hacia 1869 por Fetel en Chessy-les-Mines Francia. Introducido en los circuitos comerciales en 1874. Las frutas tienen una pulpa blanca, tierna y jugosa que se funde con un sabor muy dulce y perfumado.
Esta pera está cultivada en diversos bancos de germoplasma de cultivos vivos tales como la Estación Experimental Aula Dei de Zaragoza, y en National Fruit Collection con el número de accesión: 1951 - 105 y Accession name: Abbe Fetel.

## Sinonimia
- "Abate Fetel", España
- "Abbe Fetel", Inglaterra
- "Abate Fétel", Italia
- "Abate",
- "Calebasse abbé Fétel".

## Historia
'Abbé Fétel' es una variedad de pera antigua. Procede de una plántula casual que fue descubierta en 1866 por el homónimo Abbé Fétel cerca del municipio de Chessy-les-Mines en el departamento de Ródano en Francia y descrita por primera vez en 1886. Abate Fetel es uno de los principales cultivares comerciales, generalizado su cultivo en Italia, Chile y Argentina.

## Características

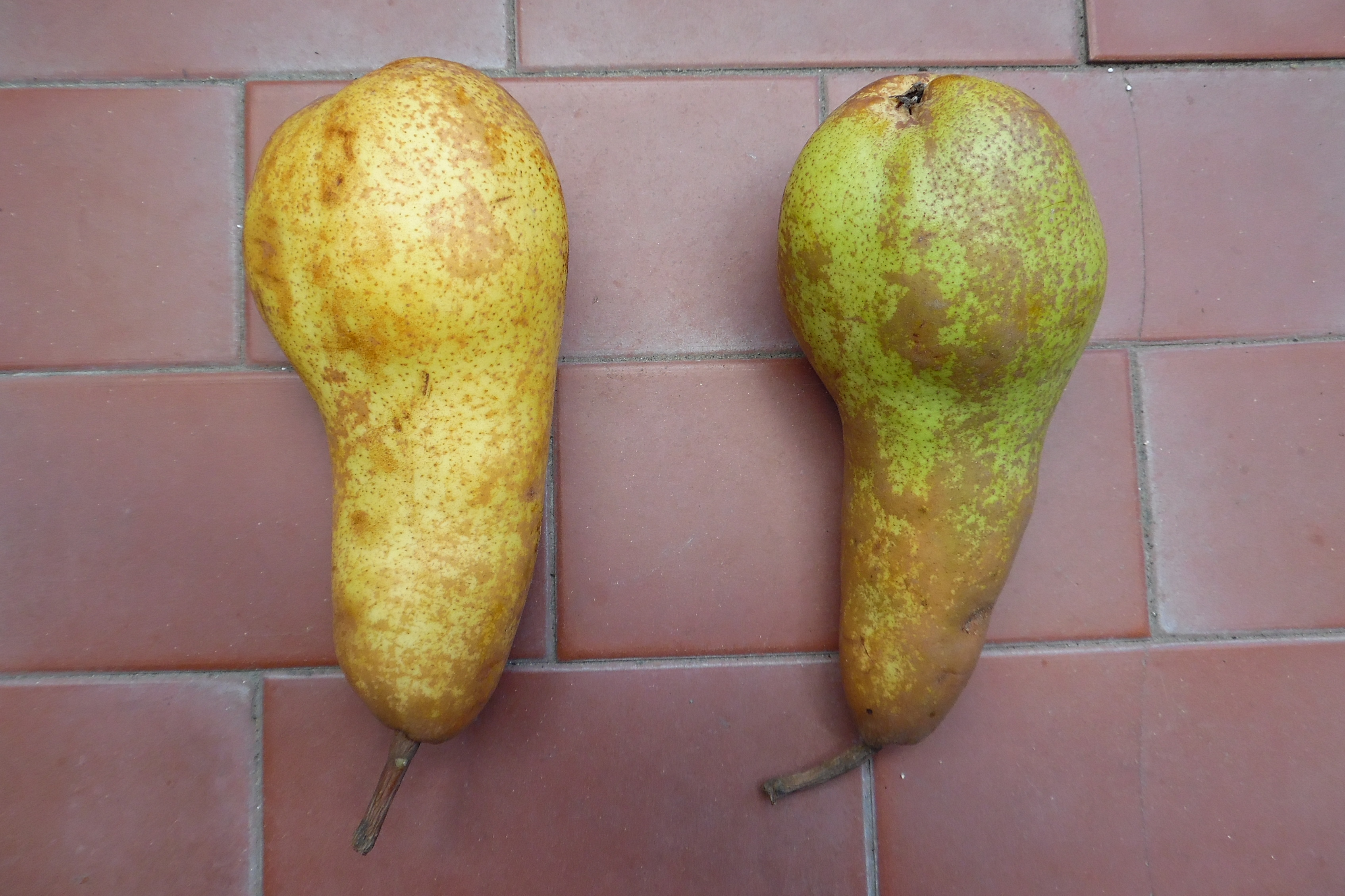
Maduración lenta: fruta sin tratar, fruta tratada.

El peral de la variedad 'Abbé Fétel' tiene un vigor medio; de calibre es de bastante grande a grande, de forma muy alargada, como una calabaza, pero irregular; peso medio de 200 a 300 gramos;presenta "russeting" (pardeamiento áspero superficial que presentan algunas variedades) alto (51-75%).
La epidermis, cuando está madura, es fina, rugosa, completamente bronceada, teñida de rosa por la insolación.
Su "pulpa" dulce y jugosa es ligeramente almizclada.
Se cosecha de finales de septiembre a principios de octubre. La madurez natural para el consumo es a mediados de octubre. Buen almacenamiento hasta enero en una cámara fría.
Su empaque es problemático debido a que esta fruta es inconveniente por su forma. Su apariencia sorprende al consumidor.

## Cultivo en Italia
Hoy en día, la pera 'Abate Fetel' es la variedad de pera más producida y exportada en Italia (7 a 8% de la producción nacional). Se cultiva principalmente en la región de Emilia-Romagna, que es una Indicación geográfica protegida para este cultivar. Otro país productor importante es Argentina.
En Italia, el 'Abate Fetel' se suele recolectar en septiembre; Mantiene su calidad hasta por 23 semanas de almacenamiento en frío. Un rasgo característico es su forma alargada, fácilmente reconocible por los consumidores. 